# Фореггер Микола Михайлович
Мико́ла Миха́йлович Фореггер,справжнє прізвище фон Грейфентурн (* 18 (6) квітня 1892, Київ — † 8 червня 1939, Москва) — режисер в оперному та драматичному театрі, кіно, балетмейстер, театральний художник та педагог. Народний артист УРСР.

## Біографічні відомості
Закінчив 1917 року Київський університет. У 1929 — 1934 роках головний режисер Харківської опери: ставив «Половецькі танки» з «Князя Ігоря» О. Бородіна; балети: «Ференджі» Б. Яновського і «Футболіст» В. Оранського; опери: «Весілля Фіґаро» В. Моцарта, «Машиніст Гопкінс» М. Бранда. 1934 — 36 у Київській опері поставив «Гугеноти» Д. Меєрбера, «Золотий обруч» Б. Лятошинського та ін.
Фореггера критикували за формалізм. 1938 — 1939 головний режисер і мистецький керівник опери в Куйбишеві.